# Pseudosystenocentrus
Pseudosystenocentrus is een geslacht van hooiwagens uit de familie Sclerosomatidae.
De wetenschappelijke naam Pseudosystenocentrus is voor het eerst geldig gepubliceerd door Suzuki in 1985. 

## Soorten
Pseudosystenocentrus is monotypisch en omvat slechts de volgende soort:
- Pseudosystenocentrus foveolatus